# خسوس موسکرا
خسوس موسکرا (انگلیسی: Jesús Mosquera؛ زادهٔ ۲۳ فوریهٔ ۱۹۹۳) بازیگر اهل اسپانیا است. وی از سال ۲۰۱۸ میلادی تاکنون مشغول فعالیت بوده‌است.
از فیلم‌ها یا مجموعه‌های تلویزیونی که وی در آن‌ها نقش داشته‌است، می‌توان به توی بوی اشاره نمود.